# La Méthode respiratoire
La Méthode respiratoire (titre original : The Breathing Method) est un roman court de Stephen King paru en août 1982 dans le recueil Différentes Saisons. C'est le seul récit du recueil à comporter un élément surnaturel ainsi que le seul à ne pas avoir été adapté au cinéma.

## Résumé de l'histoire
Le docteur Emlyn McCarron fait partie d'un mystérieux club new-yorkais dont les membres aiment se raconter des histoires souvent macabres. McCarron raconte comment, alors qu'il était un jeune médecin dans les années 1930, une jeune femme du nom de Sandra Stansfield lui a demandé de suivre sa grossesse alors qu'elle est mère célibataire, situation extrêmement mal vue à l'époque. McCarron, qui s'est attachée à la jeune femme et admire sa détermination, lui apprend notamment une méthode respiratoire à utiliser à travers les différents stades de sa grossesse.
Sandra ressent les premiers signes d'un accouchement imminent la veille de Noël, prévient McCarron et prend un taxi qui doit la conduire à l'hôpital. Mais le taxi percute une ambulance en arrivant à l'hôpital et Sandra est éjectée du véhicule et décapitée. McCarron découvre que la tête de la jeune femme continue à pratiquer la méthode qu'il lui a indiquée et il arrive à faire naître l'enfant, croyant même entendre la tête le remercier juste après. Au cours des décennies, McCarron suit de loin le parcours du garçon, qui est adopté et réussit socialement.

## Genèse
La Méthode respiratoire a été écrite par Stephen King juste après la rédaction de Charlie. Après l'avoir terminée,  King a proposé à son éditeur de publier cette histoire dans le cadre d'un recueil en compagnie de trois autres histoires de taille intermédiaire. L'éditeur était réticent car les trois autres récits ne comportaient pas d'éléments surnaturels mais a accepté quand King lui a dit que La Méthode respiratoire pouvait être assimilée à de l'horreur.

## Analyse
Pour Michael R. Collings, le récit, qui alterne entre « narration à la première personne et histoire rapportée », est semblable à « un conte que l'on écoute au coin du feu et qui parle de la détermination dont peut faire preuve l'esprit humain ». C'est à la fois « l'histoire d'un narrateur qui se rend compte qu'il vieillit et que la mort est inévitable » et celle qu'il raconte « qui parle de jeunesse et des efforts faits pour repousser l'inévitable ». Elle « suggère également la complexité » de l'art du conteur et sa conclusion est un commentaire sur « la nature même de la fiction et du conte ».

## Distinctions
La Méthode respiratoire a remporté en 1983 le prix British Fantasy de la meilleure nouvelle et a été nommé au prix World Fantasy du meilleur roman court et au prix Locus du meilleur roman court, terminant à la 8e place.